# 삼성 갤럭시 워치 3
삼성 갤럭시 워치 3(Samsung Galaxy Watch 3)는 삼성전자가 개발한 스마트워치로, 2020년 8월 5일 삼성 언팩 행사에서 공개됐다. 삼성 갤럭시 노트 시리즈와 삼성 갤럭시 Z 시리즈 플래그십 제품(예를 들어 각각 삼성 갤럭시 노트20, 삼성 갤럭시 Z 폴드 2)이 함께 발표됐다.
코로나19 범유행으로 인해 특정 사교 모임이 제한되면서 스마트워치는 삼성 온라인 채널을 통해 출시됐다.

## 평가
아르스 테크니카는 갤럭시 워치 3를 갤럭시 워치 액티브 2의 "리프레시라고 불렀다. "추가된 넘어짐 감지 외에 새로운 기능이 많이 포함되어 있지 않지만 전화 받기, 음성 메일 확인, 문자 보내기 등 기대할 수 있는 모든 편의 기능을 제공한다고 평했다.
엔가젯은 갤럭시 워치 3를 "애플이 아닌 최고의 스마트워치"라고 불렀다.

## 같이 보기
- 삼성 갤럭시 S21